# Cupello
Cupello är en ort och kommun i provinsen Chieti i regionen Abruzzo i Italien. Kommunen hade 4 845 invånare (2018).